# 古城街道 (锦州市)
饶阳街道，是中华人民共和国辽宁省锦州市古塔区下辖的一个乡镇级行政单位。

## 行政区划
饶阳街道下辖以下地区：
福德社区、长江社区、女儿社区和大凌社区。